# Dan Butler
Daniel Eugene "Dan" Butler (2 de diciembre de 1954) es un actor estadounidense conocido por su papel como Bob "Bulldog" Briscoe en la serie Frasier.

## Vida y carrera
Butler nació en Huntington, Indiana y se crio en Fort Wayne; hijo de Shirley, ama de casa, y Andrew Butler, farmacéutico. 
Abiertamente gay, escribió y protagonizó la obra de teatro The Only Thing Worse You Have Told Me..., que deriva del título de un comentario que dijo el padre de Butler cuando Dan le contó que era gay.
Su pareja es un director y profesor de teatro, Richard Waterhouse.

## Televisión
- Roseanne como Art (1991–1992).
- Frannie's Turn como Padre Anthony (1992).
- Frasier como Robert "Bulldog" Briscoe (1993–2004).
- Caroline in the City como Kenneth Arabian (1995, 1997).
- Hey, Arnold! - Voz de Mr. Simmons/Papá de Lila (1997–2002).
- From the Earth to the Moon como Director de Vuelo de NASA Eugene Kranz (1998).
- More Tales of the City como Edward Bass Matheson (1998).